# 莉娜·格尔克
莉娜·格尔克（Lena Gercke，1988年2月29日—），德國模特兒及电视主持人，出生於德國馬爾堡 ，被称为“德国甜心”，是第一季Germany's Next Top Model的冠軍。她在2007年於德國下薩克森克洛彭堡縣的"Unser Liebfrauenschule Gymnasium (ULF)" 獲得德國大學入學資格（Abitur）

## 入行經過
2004年8月，莉娜獲得連鎖快餐店Burger King的試鏡機會。兩年後，她在德國ProSieben電視台舉辦Germany's Next Top Model模特兒比賽中獲冠軍。因而能與德國Prosieben電視台和IMG公司簽下模特兒合約。

## 工作經驗
她曾經出現在時尚雜誌的封面，現時是微軟Windows Live德國區的代言人。她代言的廣告有奧迪汽車和Katjes乳酪。她也有出現在2006年世界盃前的時裝表演天橋上。

## 个人
根據官方網頁，她的最大興趣是舞蹈和音樂。
莉娜居住在柏林和纽约，其前男友为前西甲豪门皇家马德里及德国国家足球队主力中场萨米·赫迪拉，两人于2011年5月确认关系，2015年6月分手。

## 外部連結
- Lena Gercke在互联网电影资料库（IMDb）上的資料（英文）
- Lena Gercke IMG公司對莉娜·格尔克的介紹
- Lena Gercke （页面存档备份，存于） 莉娜·格尔克在時裝模特兒名冊的資料
- （德文） 莉娜的官方網頁 （页面存档备份，存于）